# Letnie Igrzyska Olimpijskie 2004
XXVIII Letnie Igrzyska Olimpijskie (oficjalnie Igrzyska XXVIII Olimpiady) rozgrywane były w Atenach (Grecja) w dniach 13–29 sierpnia 2004. Uczestniczyło w nich ponad 10 500 sportowców z 202 państw. Rozdanych zostało 301 kompletów medali w 28 dyscyplinach olimpijskich.

## Wybór gospodarza
Ateny zostały wybrane jako organizator Igrzysk 5 września 1997 na 106. sesji MKOl w Lozannie w Szwajcarii. Wcześniej oczekiwano, że miasto to będzie organizowało Igrzyska w 1996, kiedy to przypadała setna rocznica rozgrywania nowożytnych igrzysk. Liczono, że po 100 latach zawody te powrócą w miejsce, w którym odbyły się po raz pierwszy (zobacz Letnie Igrzyska Olimpijskie 1896). Ateny przegrały też rywalizację o organizację Igrzysk w 2000, które ostatecznie rozegrane zostały w Sydney. W 2004 kontrkandydatami Aten były Buenos Aires, Kapsztad, Rzym i Sztokholm. Odbyły się cztery tury głosowań.
| Miasto       | Państwo           | Tura 1 | Dogrywka | Tura 2 | Tura 3 | Tura 4 |
| ------------ | ----------------- | ------ | -------- | ------ | ------ | ------ |
| Ateny        | Grecja            | 32     | –        | 38     | 52     | 66     |
| Rzym         | Włochy            | 23     | –        | 28     | 35     | 41     |
| Kapsztad     | Południowa Afryka | 16     | 62       | 22     | 20     | –      |
| Sztokholm    | Szwecja           | 20     | –        | 19     | –      | –      |
| Buenos Aires | Argentyna         | 16     | 44       | –      | –      | –      |

## Przygotowania
Po dokonaniu wyboru rozpoczęto przygotowania aren sportowych. Podczas siedmioletnich prac Międzynarodowy Komitet Olimpijski wyrażał wielokrotnie swoje wątpliwości, czy wszystko zostanie przygotowane na czas. Podjęto decyzję o zmianie składu komitetu organizacyjnego, na którego czele stanęła Gianna Angelopoulos-Daskalaki. Przyspieszono tempo prac, aczkolwiek w 2004 podjęto decyzję, że część przewidzianych zadań (m.in. dach nad basenem olimpijskim) nie zostanie ukończona. Obawiano się także, czy Stadion Olimpijski zostanie ukończony na czas. Jeszcze na kilka dni przed rozpoczęciem zawodów na wielu arenach toczyły się ostatnie prace. Tempo przygotowań w Atenach uznawane jest za najwolniejsze w historii, ale sami Grecy twierdzą, że odzwierciedla to ich naturę, gdy wszystkie prace pozostawione są na ostatnią chwilę. W czasie prac budowlanych zginęło co najmniej 19 osób.
Szczególne obawy towarzyszyły także kwestiom bezpieczeństwa w czasie Igrzysk. Ryzyko zamachów terrorystycznych sprawiło, że zwiększono nakłady finansowe na ochronę sportowców i członków ekip. W czasie zawodów Ateny patrolowało około 70 tys. policjantów. W marcu 2004 Grecja zwróciła się do NATO o pomoc w zabezpieczeniu Igrzysk. Jednocześnie Grecy wyrazili sprzeciw, by niektórym ekipom (np. USA, Wielkiej Brytanii czy Izraela) towarzyszyły jednostki ochrony.
Przed Igrzyskami serię jednodniowych strajków przeprowadzili pracownicy hoteli oraz kierowców karetek, którzy domagali się podwyżek płac.

## Symbole Igrzysk w Atenach
Oficjalne logo ateńskich Igrzysk przedstawia stylizowany wieniec z gałązek oliwnych, który wręczany był zwycięzcom antycznych igrzysk. Kolory logo – biel i błękit – nawiązują do kolorów greckiej flagi. Poniżej znajduje się napis Ateny 2004 (ΑΘΗΝΑ 2004), a pod nim flaga olimpijska.
Ogień olimpijski rozpalono w Olimpii 25 marca 2004. Później wędrował on po całym świecie odwiedzając miasta, w których odbywały się wcześniej Igrzyska oraz kilka największych miast świata.

## Maskotki
Zgodnie z tradycją Igrzyska promują maskotki Atena i Fevos, które nawiązują do bogów mitologii greckiej: Ateny – bogini mądrości oraz Fevosa – boga światła i muzyki.
- Atena i Fevos – maskotki Igrzysk

## Ceremonia otwarcia
Ceremonia otwarcia odbyła się 13 sierpnia 2004. Część artystyczna zawierała prezentację Grecji, organizatora Igrzysk, państwa o długiej historii i bogatej kulturze. Pojawiły się postacie z mitologii greckiej oraz charakterystyczne, najbardziej znane dzieła sztuki greckiej od kultury minojskiej po współczesność.
Później nastąpiła parada 202 reprezentacji narodowych uczestniczących w Igrzyskach, w czasie której wystąpiła jedna z czołowych postaci muzyki klubowej, DJ Tiesto. Kraje pojawiały się zgodnie z układem liter w alfabecie greckim, dlatego kolejność poszczególnych ekip była inna niż zwykle (np. pierwsza weszła ekipa Saint Lucia, gr. Αγια Λουκια). Tradycja nakazuje, żeby pierwszym krajem maszerującym w paradzie była Grecja, a ostatnim – kraj organizujący Igrzyska, czyli w tym wypadku ponownie Grecja. Szczególne zainteresowanie towarzyszyło pojawieniu się ekip Afganistanu i Iraku. Innym gestem olimpijskim był wspólny przemarsz ekip Korei Północnej i Południowej pod jednym sztandarem koreańskim. Po raz pierwszy na olimpiadzie pojawiły się państwa Kiribati i Timor Wschodni. Po przemarszu sportowców wystąpiła islandzka piosenkarka Björk.
Oficjalnego otwarcia Igrzysk dokonał prezydent Grecji Kostis Stefanopulos. Zaszczytu zapalenia znicza olimpijskiego dostąpił grecki sportowiec Nikolaos Kaklamanakis.

## Państwa biorące udział w XXVIII Letnich Igrzyskach Olimpijskich

Państwa uczestniczące

Po raz pierwszy na igrzyskach wystąpiły Kiribati i Timor Wschodni.
Na igrzyska wrócił Afganistan. Jugosławia w związku ze zmianą nazwy wystąpiła jako Serbia i Czarnogóra.
(W nawiasie podana została liczba zawodników reprezentujących swój kraj)
| - Afganistan (3) - Albania (7) - Algieria (63) - Andora (8) - Angola (31) - Antigua i Barbuda (9) - Antyle Holenderskie (3) - Arabia Saudyjska (16) - Argentyna (156) - Armenia (19) - Aruba (4) - Australia (482) - Austria (101) - Azerbejdżan (38) - Bahamy (41) - Bahrajn (6) - Bangladesz (4) - Barbados (10) - Belgia (62) - Belize (2) - Benin (4) - Bermudy (10) - Bhutan (2) - Białoruś (151) - Birma (2) - Boliwia (7) - Bośnia i Hercegowina (9) - Botswana (11) - Brazylia (247) - Brunei (1) - Brytyjskie Wyspy Dziewicze (1) - Bułgaria (165) - Burkina Faso (5) - Burundi (7) - Chile (56) - Chiny (407) - Chorwacja (83) - Cypr (20) - Czad (2) - Czechy (142) - Demokratyczna Republika Konga (4) - Dania (92) - Dominika (2) - Dominikana (33) - Egipt (96) - Ekwador (17) - Erytrea (4) - Estonia (22) - Etiopia (28) | - Fidżi (10) - Filipiny (16) - Finlandia (62) - Francja (317) - Gabon (6) - Gambia (2) - Ghana (29) - Grecja (411) (gospodarze) - Grenada (5) - Gruzja (32) - Guam (4) - Gujana (4) - Gwatemala (18) - Gwinea (2) - Gwinea Bissau (3) - Gwinea Równikowa (2) - Haiti (8) - Hiszpania (316) - Holandia (219) - Honduras (5) - Hongkong (32) - Indie (73) - Indonezja (38) - Irak (25) - Iran (37) - Irlandia (52) - Islandia (26) - Izrael (36) - Jamajka (47) - Japonia (312) - Jemen (3) - Jordania (8) - Kajmany (5) - Kambodża (4) - Kamerun (17) - Kanada (200) - Katar (22) - Kazachstan (114) - Kenia (46) - Kirgistan (11) - Kiribati (3) - Kolumbia (51) - Komory (3) - Kongo (5) - Korea Południowa (264) - Korea Północna (36) - Kostaryka (20) - Kuba (151) - Kuwejt (29) - Laos (5) | - Lesotho (3) - Litwa (59) - Liban (5) - Liberia (2) - Libia (8) - Liechtenstein (1) - Luksemburg (10) - Łotwa (35) - Macedonia (10) - Madagaskar (8) - Malawi (4) - Malediwy (4) - Malezja (26) - Mali (23) - Malta (7) - Maroko (55) - Mauretania (2) - Mauritius (9) - Meksyk (109) - Mikronezja (5) - Mołdawia (33) - Monako (3) - Mongolia (20) - Mozambik (4) - Namibia (8) - Nauru (3) - Nepal (6) - Niemcy (479) - Niger (4) - Nigeria (70) - Nikaragua (5) - Norwegia (52) - Nowa Zelandia (148) - Oman (2) - Pakistan (26) - Palau (4) - Palestyna (3) - Panama (4) - Papua-Nowa Gwinea (4) - Paragwaj (22) - Peru (9) - Polska (208) - Portoryko (43) - Portugalia (91) - Południowa Afryka (106) - Republika Środkowoafrykańska (4) - Republika Zielonego Przylądka (3) - Rosja (456) - Rumunia (108) - Rwanda (5) - Saint Kitts i Nevis (2) | - Saint Lucia (2) - Saint Vincent i Grenadyny (3) - Salwador (8) - Samoa (3) - Samoa Amerykańskie (5) - San Marino (5) - Senegal (16) - Serbia i Czarnogóra (85) - Seszele (9) - Sierra Leone (2) - Singapur (16) - Słowacja (64) - Słowenia (79) - Somalia (2) - Sri Lanka (8) - Stany Zjednoczone (536) - Suazi (3) - Sudan (4) - Surinam (4) - Syria (6) - Szwajcaria (98) - Szwecja (115) - Tadżykistan (9) - Tajlandia (42) - Chińskie Tajpej (87) - Tanzania (8) - Timor Wschodni (2) - Togo (3) - Tonga (5) - Trynidad i Tobago (19) - Tunezja (54) - Turcja (53) - Turkmenistan (9) - Uganda (11) - Ukraina (239) - Urugwaj (15) - Uzbekistan (70) - Vanuatu (2) - Wenezuela (48) - Węgry (219) - Wielka Brytania (259) - Wietnam (11) - Włochy (403) - Wybrzeże Kości Słoniowej (5) - Wyspy Cooka (3) - Wyspy Dziewicze Stanów Zjednoczonych (1) - Wyspy Salomona (2) - Wyspy Świętego Tomasza i Książęca (2) - Zambia (6) - Zimbabwe (13) - Zjednoczone Emiraty Arabskie (4) |

## Przebieg Igrzysk

### Wyniki
| - badminton - baseball - boks - gimnastyka - hokej na trawie |  | - jeździectwo - judo - kajakarstwo - kolarstwo - koszykówka |  | - lekkoatletyka - łucznictwo - pięciobój nowoczesny - piłka nożna - piłka ręczna |  | - piłka wodna - pływanie - pływanie synchroniczne - podnoszenie ciężarów - siatkówka |  | - skoki do wody - softball - strzelectwo - szermierka - taekwondo |  | - tenis stołowy - tenis ziemny - triatlon - wioślarstwo - zapasy |  | - żeglarstwo |

### Hasło
Witamy w domu (ang. Welcome Home, gr. Καλώς ήλθατε σπίτι, Kalós írthate spíti)

### Występy Polaków
Polacy zajęli w klasyfikacji medalowej 23. miejsce z 10 medalami (3 złotymi, 2 srebrnymi, 5 brązowymi).

### Medale zdobyte przez Polaków

#### Złote
- Otylia Jędrzejczak – pływanie – 200 m motylkiem (18 sierpnia)
- Tomasz Kucharski i Robert Sycz – wioślarstwo – dwójka podwójna wagi lekkiej (22 sierpnia)
- Robert Korzeniowski – lekkoatletyka – chód na 50 km (27 sierpnia)

#### Srebrne
- Otylia Jędrzejczak – pływanie – 100 m motylkiem (15 sierpnia)
- Otylia Jędrzejczak – pływanie – 400 m stylem dowolnym (15 sierpnia)

#### Brązowe
- Sylwia Gruchała – floret – indywidualnie (18 sierpnia)
- Mateusz Kusznierewicz – żeglarstwo – klasa Finn (21 sierpnia)
- Agata Wróbel – podnoszenie ciężarów – +75 kg (21 sierpnia)
- Anna Rogowska – lekkoatletyka – skok o tyczce (24 sierpnia)
- Aneta Pastuszka i Beata Sokołowska-Kulesza – kajakarstwo – dwójka 500 m (28 sierpnia)

### Doping na Igrzyskach
MKOl zapowiadał przed tymi Igrzyskami bezwzględną walkę z dopingiem. Przeprowadzono ponad 3000 prób antydopingowych. Ujawniono kilkanaście przypadków niedozwolonego wspomagania. Odebrano kilka medali olimpijskich zdobytych przez oszustwo. Najwięcej takich przypadków zanotowano w ekipach Węgier, Grecji, Rosji i Ukrainy.
Tuż przed rozpoczęciem Igrzysk wybuchła afera wokół greckich sprinterów Konstandinosa Kenderisa i Ekateriny Thanu, którzy nie stawili się na kontrolę antydopingową. Oboje byli zaliczani do faworytów w swoich konkurencjach. Kolejne wątpliwości przyniosła wiadomość o ich wspólnym wypadku podczas jazdy na motocyklu. Sportowcy znaleźli się w szpitalu z lekkimi obrażeniami. Wiadomość ta została przyjęta z niedowierzaniem i według prokuratury wypadek mógł być zmyślony.
Wykryto nieprawidłowości podczas startów następujących zawodników:
- Irina Korżanienko (Rosja) – odebrano jej złoty medal w pchnięciu kulą po wykryciu niedozwolonego środka, zawodniczka nie chciała oddać medalu,
- Leonidas Sambanis (Grecja) – odebrano mu srebrny medal w podnoszeniu ciężarów, zawodnik twierdził, że jest niewinny,
- odebrano brązowy medal Ukrainkom z kajakarskiej czwórki podwójnej po tym, jak w ciele jednej zawodniczki znaleziono ślady niedozwolonych substancji,
- Róbert Fazekas i Adrián Annus (Węgry) – wykryto nieprawidłowości podczas kontroli dopingowej tych zawodników, dyskobol Fazekas próbował podmienić próbki moczu, pojawiły się też wątpliwości co do przebiegu kontroli młociarza Annusa; obu zawodnikom odebrano złote medale olimpijskie; kolejny Węgier, ciężarowiec Ferenc Gyurkovics, zdobywca srebrnego medalu, został również wykluczony z Igrzysk.

## Statystyka medalowa
| Klasyfikacja medalowa              |                   |       |        |      |       |
| Lp.                                | Państwo           | złoto | srebro | brąz | razem |
| 1                                  | Stany Zjednoczone | 36    | 39     | 28   | 103   |
| 2                                  | Chiny             | 32    | 17     | 14   | 63    |
| 3                                  | Rosja             | 27    | 27     | 38   | 92    |
| 4                                  | Australia         | 17    | 16     | 16   | 49    |
| 5                                  | Japonia           | 16    | 9      | 12   | 37    |
| 6                                  | Niemcy            | 13    | 16     | 20   | 49    |
| 7                                  | Francja           | 11    | 9      | 13   | 33    |
| 8                                  | Włochy            | 10    | 11     | 11   | 32    |
| 9                                  | Korea Południowa  | 9     | 12     | 9    | 30    |
| 10                                 | Wielka Brytania   | 9     | 9      | 12   | 30    |
| ...                                | ...               | ...   | ...    | ...  | ...   |
| 23                                 | Polska            | 3     | 2      | 5    | 10    |
| Zobacz pełną klasyfikację medalową |                   |       |        |      |       |